# Sprockhövel
Sprockhövel is een stad in de Duitse deelstaat Noordrijn-Westfalen, gelegen in de Ennepe-Ruhr Kreis. De stad telt 24.702 inwoners (31 december 2020) op een oppervlakte van 47,80 km². Naburige steden zijn Hattingen, Witten, Wetter, Gevelsberg, Wuppertal en Schwelm.

## Sport
De plaatselijke voetbalclub TSG Sprockhövel, opgericht in 1881, speelt sinds 2016 in de Regionalliga West.

## Partnersteden
- Oelsnitz/Erzgeb. (Duitsland)

## Afbeeldingen

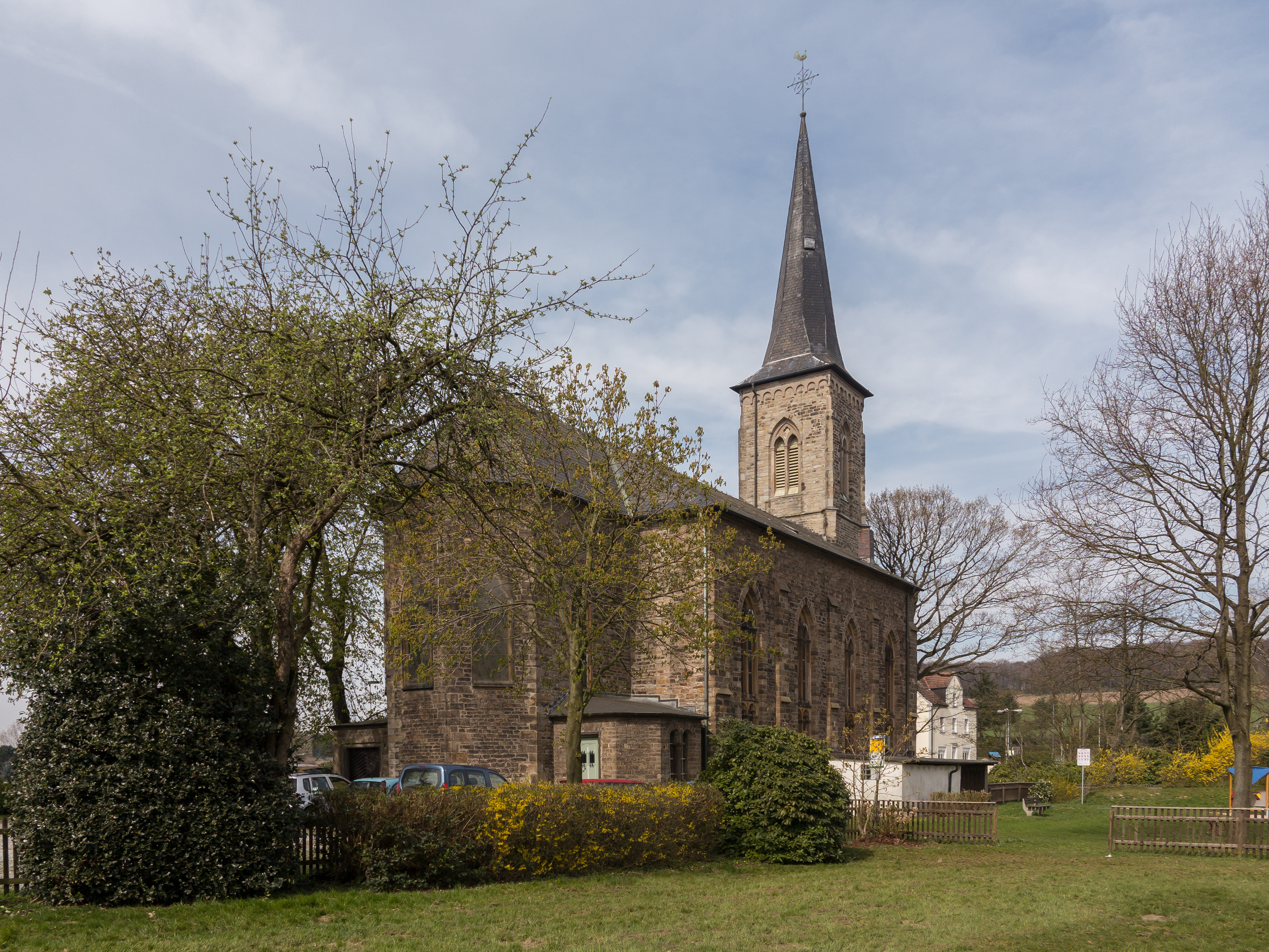
Evangelische kerk, Gennebreck
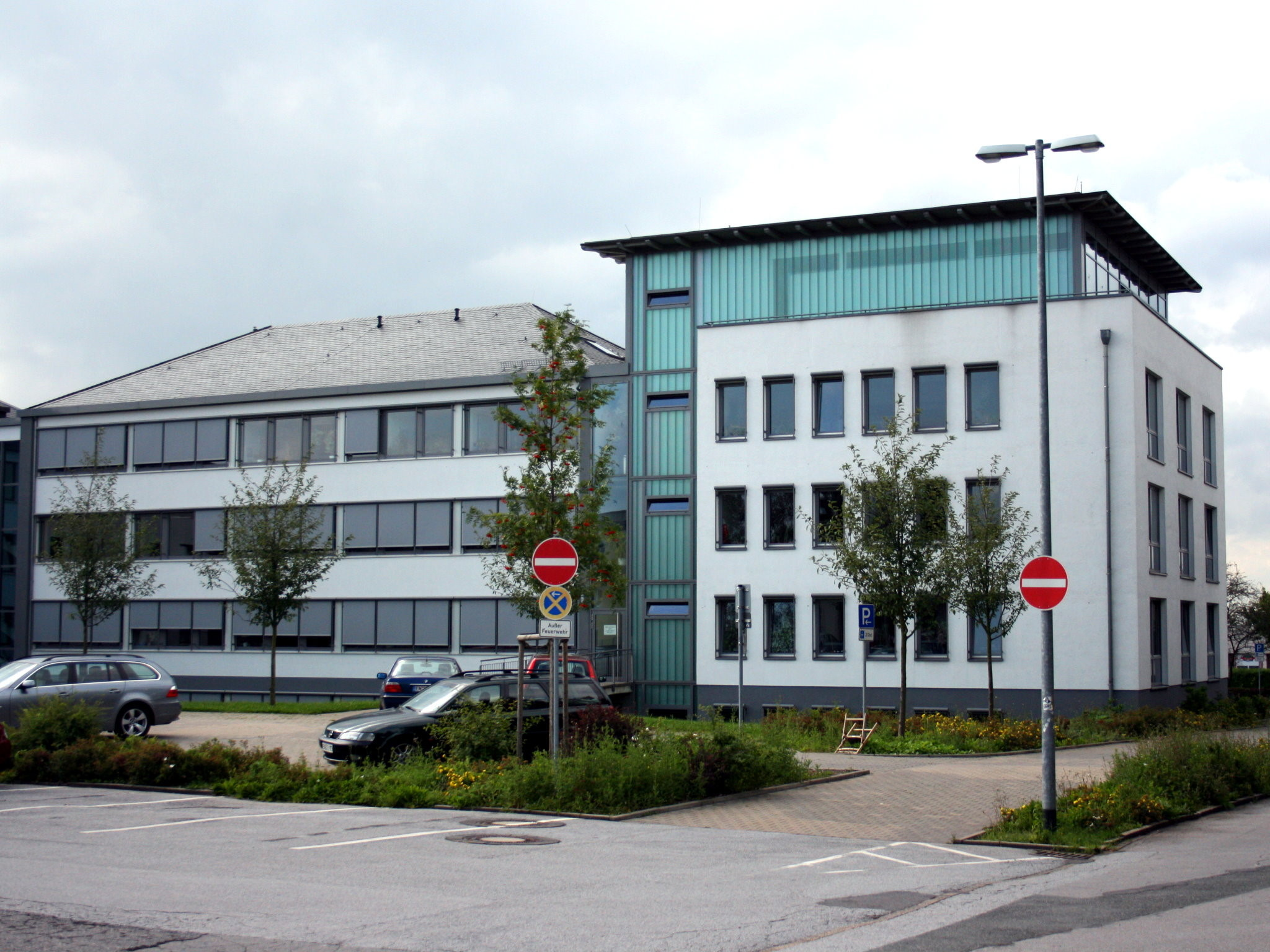
Gemeentehuis
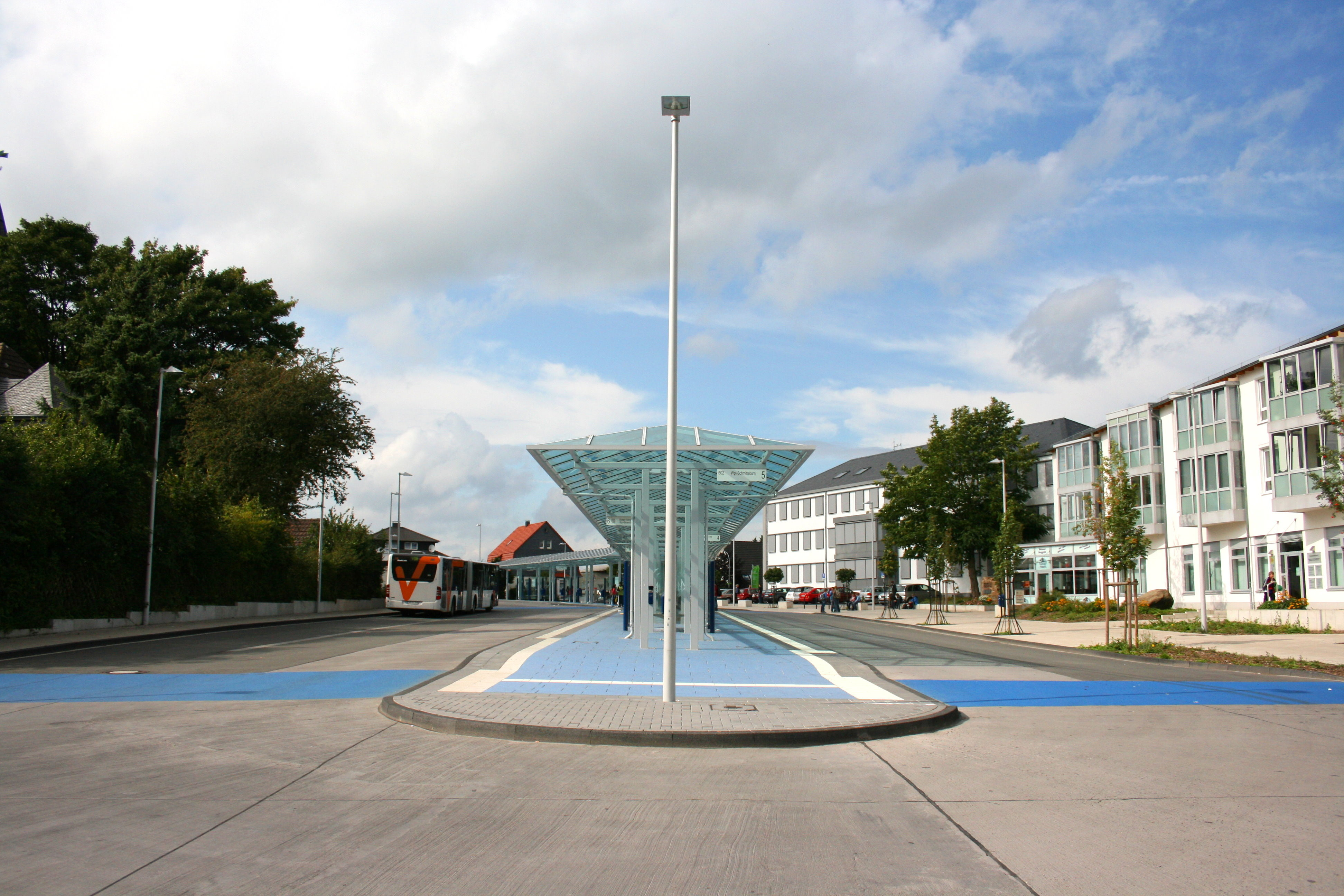
Nikolaus-Groß-Platz, Sprockhövel-Haßlinghausen

Breckerfeld · Ennepetal · Gevelsberg · Hattingen · Herdecke · Schwelm · Sprockhövel · Wetter · Witten